# Йохо, Вольфганг
Вольфганг Йохо (нем. Wolfgang Joho; 6 марта 1908, Карлсруэ — 13 февраля 1991, Клайнмахнов) — немецкий писатель
, редактор. Лауреат Национальной премии ГДР (1962 и 1983).

## Биография
Сын писателя и журналиста. После окончания гимназии в 1926—1931 годах изучал медицину, историю и политологию в университетах Фрайбурга, Гейдельберга и Берлина. С 1928 года был членом прокоммунистического студенческого союза «Ротен Студентенбунда», а с 1929 года — Коммунистической партии Германии (КПГ). В 1931 году получил степень доктора философии в Гейдельбергском университете. С 1931 по 1932 год работал волонтером в газете «Вюртембергер Цайтунг». В 1933 году был исключён из университета за «коммунистическую деятельность». С 1933 по 1935 год работал в Берлине в Центральном бюро немецкой прессы.
В 1937‒1945 годах был репрессирован нацистами. С 1960 года — редактор журнала «Нойе дойче литератур» («Neue Deutsche Literatur»).
Автор новелл «Пастушья свирель» (1947) о переживаниях юноши, призванного в гитлеровскую армию, «Конец плена» (1949), «Преображения доктора Брада» (1949), сборника рассказов «Перемены» (1957), романов «Жанна Пейрутон» (1949), «Дюжина и двое» (1950), «Путь из одиночества» (1953) ‒ о буржуазной интеллигенции, лучшая часть которой находит путь к рабочим. В романе «Сострадания нет» (1962) поведана история интеллигента из ГДР, который бежит в Западную Германию и терпит крах в борьбе за существование. Автор исторического романа «Мятеж мечтателя» (1966).

## Награды
- Орден «За заслуги перед Отечеством» (ГДР) (1973, 1977)
- Почётная пряжка в золоте
- Премия им. Т. Фонтане (1958),
- Национальная премия ГДР (1962),
- Премия Генриха Манна (1969)
- Национальная премия ГДР (1962, 1983)

## Источник
- Йохо, Вольфганг — статья из Большой советской энциклопедии.